# Schlepzig
Schlepzig är en kommun och ort i Landkreis Dahme-Spreewald i förbundslandet Brandenburg i Tyskland. Kommunen ingår i kommunalförbundet Amt Unterspreewald.